# World of Tiers
World of Tiers (cu sensul de Lumea Nivelurilor) este o serie de romane științifico-fantastice de Philip José Farmer.

## Fundal
Seria are loc într-o serie de universuri construite artificial, create și conduse de ființe decadente (numite "Lorzi") care sunt identice din punct de vedere genetic cu oamenii, dar se consideră superioare, acestea au moștenit o tehnologie avansată pe care nu o mai înțeleg. Această tehnologie permite "Lorzilor" (sau "Thoans" așa cum i-a denumit Farmer în introducerea sa pentru un joc video RPG)[1] să creeze forme noi de viață și, de asemenea, să prevină îmbătrânirea sau boala, făcându-i efectiv nemuritori. Tehnologia lor le permite, de asemenea, să creeze mici universuri artificiale (ca de exemplu universul buzunar), planete și stele în aceste universuri și să modifice legile fizicii (de exemplu, schimbarea comportamentului gravitației) pentru a crea fenomene neobișnuite sau interesante în aceste universuri. Călătoria instantanee în interiorul și/sau între aceste universuri este realizată prin utilizarea porților care par să funcționeze ca dispozitive de teleportare sau ca mijloc de a crea găuri de vierme între diferitele regiuni ale spațiului.
Titlul seriei vine de la universul buzunar principal prezentat în cărți. Aceasta este format dintr-o singură planetă cu un cer verde, sub forma unei piramide uriașe pe cinci trepte, fiecare treaptă fiind un disc sau un cilindru. Un mic soare și o  singură lună orbitează această planetă (astfel, în acest univers, geocentrismul este o descriere corectă a realității astronomice). Nu există alte stele sau corpuri astronomice. Această lume a fost creată de un zeu numit Jadawin.
Povestea principală a seriei urmărește aventurile a doi oameni de pe Pământ, care descoperă în mod independent porțile din Lumea Nivelurilor. Primele cărți se concentrează asupra personajului Robert Wolff în timp ce explorează această lume și încearcă să-i descopere secretele. Începând cu a treia carte, acțiunea se îndreaptă spre personajul Paul Janus Finnegan (cunoscut sub numele de Kickaha, alături de multe alte pseudonime), care este atras într-o luptă între un vechi dușman al Lorzilor și, în cele din urmă, între luptele dintre Lorzii rivali pe măsură ce aceștia încearcă să preia universurile celorlalți.
Un joc de rol în limba franceză Thoan - Les Faiseurs d'Univers (Thoan - Creatorii universului), inspirat de această serie, a fost lansat în 1995.

## Romane
Romanele din serie sunt (denumirile în limba română nu sunt cele oficiale, seria nu a fost tradusă până în 2019):
- The Maker of Universes (Creatorul Universurilor, 1965)
- The Gates of Creation (Porțile creației, 1966)
- A Private Cosmos (Cosmos privat, 1968)
- Behind the Walls of Terra (În spatele zidurilor Terrei, 1970)
- The Lavalite World (Lumea Lavalitelor, 1977)
- More Than Fire (Mai mult decât un foc, 1993)

Romanul Red Orc's Rage (Mânia orcului roșu, 1991) are conexiuni marginale cu această serie. Deși personajele principale din celelalte cărți nu apar direct, acest roman oferă unele materiale de fundal privind evenimentele și personajele din celelalte romane.

## Moștenire
Roger Zelazny  a recunoscut că la scrierea romanului Nouă prinți din Amber s-a inspirat din World of Tiers.

## Legături externe
- World of Tiers title listing at the Internet Speculative Fiction Database

## Vezi și
- Realitatea simulată în ficțiune